# Hotelul Parc din Oradea
Hotelul Parc din Oradea este o clădire de colț în formă de U cu regim de înălțime parter și etaj. Fațada reprezintă o alternanță de rezalite și retrageri, marcate de bosaje plate. Ancadramentele prezintă profile mărunte în tencuială. Intrarea este marcată de un atic și un balcon, iar cornișa pe console este subliniată de un parapet.
În 1903, după transformări succesive, frații Veiszlovits au cumpărat imobilul și l-au transformat în hotel cotat pe atunci la nivel apusean. Acum clădirea, prezintă un atic continuu pe întreg conturul său, iar parterul este mult modificat față de proiectul inițial. La interior decorațiile sunt secessioniste, la fel și poarta, fiind unul din cele mai frumoase exemple.